# Glossochilus parviflorus
Glossochilus parviflorus är en akantusväxtart som beskrevs av Hutchinson. Glossochilus parviflorus ingår i släktet Glossochilus och familjen akantusväxter. Inga underarter finns listade i Catalogue of Life.